# Isosafrol
Isosafrol ist eine organische Verbindung aus der Gruppe der Phenylpropanoide.

## Isomerie
Wegen der Doppelbindungsisomerie an der nichtcyclischen C=C-Doppelbindung gibt es zwei Formen von Isosafrol, (Z)-Isosafrol (auch als cis- oder α-Isosafrol bezeichnet) und (E)-Isosafrol (trans- oder β-Isosafrol), die stabilere Form.
| Isomere von Isosafrol |                           |                             |
| Name                  | (Z)-Isosafrol             | (E)-Isosafrol               |
| Andere Namen          | cis-Isosafrol α-Isosafrol | trans-Isosafrol β-Isosafrol |
| Strukturformel        |                           |                             |
| CAS-Nummer            | 17627-76-8                | 4043-71-4                   |
| EG-Nummer             | 241-611-4                 | 204-410-2                   |
| ECHA-Infocard         | 100.037.813               | 100.004.010                 |
| PubChem               | 1549044                   | 637796                      |
| Wikidata              | Q27253905                 | Q1088741                    |

## Vorkommen
Safrol und Isosafrol sind in ätherischen Ölen verschiedener Lauraceen und Myristicaceen enthalten. Die cis-Form kommt manchmal in Spuren in Ylang-Ylang-Öl vor.

## Gewinnung und Darstellung
Die Herstellung erfolgt durch alkalische Isomerisierung von Safrol mittels Natriumhydroxid (bei Raumtemperatur unter Druck):
Alternativ kann die Isomerisierung von Safrol zu Isosafrol auch mit alkoholischer Kalilauge bei Siedetemperatur erfolgen.

## Nachweise
Mit Hilfe der Chapman-Reaktion lässt sich eine Safrol-Lösung von einer Isosafrol-Lösung unterscheiden. Es wird eine Lösung aus 1 Teil Isosafrol und 5 Teilen Essigsäureanhydrid hergestellt und dann 1 Tropfen konzentrierte Schwefelsäure hinzugegeben, dabei verfärbt sich die Lösung rosa bis rötlich. Durch Zugabe von gelöstem Zinkchlorid ändert sich die Farbe von rosa nach braun. Wird diese Reaktion mit Safrol anstelle von Isosafrol durchgeführt, ist der Farbumschlag entweder von smaragdgrün nach braun oder bei Zugabe von gelöstem Zinkchlorid von rosa nach braun.

## Eigenschaften
Isosafrol ist ein fast farbloses Öl von schwächerem Geruch als Safrol. Es hat einen Geruch nach Anis oder Lakritz.

## Verwendung
In kleinen Mengen wird der Stoff bei der Herstellung von Parfüms oder anderen Kosmetika verwendet. In den Vereinigten Staaten fand der Stoff für lange Zeit Verwendung als Aroma in Root Beer. Als Grundstoff für die Synthese von MDMA (Ecstasy) fällt Isosafrol unter das Grundstoffüberwachungsgesetz (GÜG). Demnach müssen Transportmengen protokolliert und das Abhandenkommen der Chemikalie angezeigt werden.